# エド・バロー

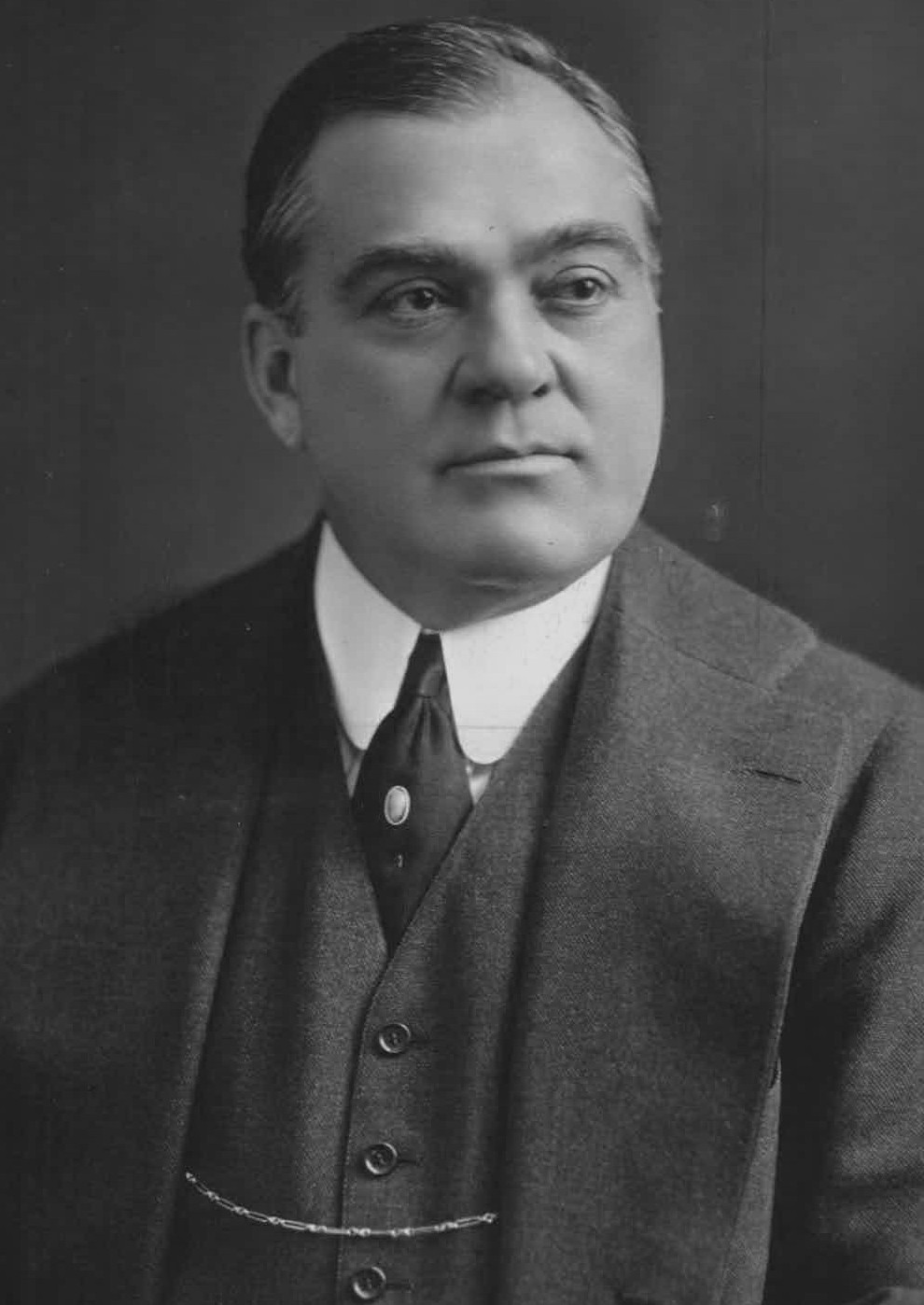
エド・バロー(1903年)

エド・バロー（Edward Grant Barrow, 1868年5月10日 - 1953年12月15日）は、メジャーリーグの元監督、後に球団経営者。イリノイ州スプリングフィールド生まれ。1920年から1940年代のニューヨーク・ヤンキースの躍進を支えた人物。

## 来歴・人物
最初新聞社で働いていたバローは、1894年にインターナショナルリーグのホイーリングで監督をつとめ、野球界とかかわりを持つようになる。マイナーリーグ球団の監督をしていた1890年代に、バローは後に名選手となるホーナス・ワグナーを見出したとされる。1902年までマイナー球団のオーナーだったが、1903年から2年間デトロイト・タイガースの監督をつとめている。その後1910年にイースタンリーグの理事長となり、1918年にはボストン・レッドソックスの監督に就任、チームを1年目にワールドシリーズ制覇に導く。
しかし1920年に当時のレッドソックスのオーナーだったハリー・フレイジーは、財政難からチームの看板選手だったベーブ・ルースをヤンキースに放出、バローもこの年限りで監督をやめ、ヤンキースのゼネラルマネージャー職をつとめるようになる。彼はヤンキースの選手達に厳しい規律を科し、また元々所属していたレッドソックスから次々と主力選手をトレードすることでチームを強化していく。また同時期に球団経営に関わっていたジョージ・ワイスのファーム整備の効果もあり、1921年から1945年の25年間で、ヤンキースはリーグ制覇を14回、10度のワールドシリーズ制覇という常勝の球団となった。
1939年にヤンキースの球団代表となり、1945年に球団がラリー・マクフェイルらに売却されると球団の取締役となったが、2年ほどで引退した。1953年にアメリカ野球殿堂入りし、同年12月にニューヨークで死去した。

### ベーブ・ルースとの確執
1918年当時レッドソックス監督であったバローは、このシーズンの5月6日のヤンキース戦からコーチの進言でルースを投手・野手兼業の「二刀流」として起用していたが、ルースは5月後半に風邪の悪化で欠場すると、復帰後は体力的負担から登板を嫌がるようになる。バローが構わず6月24日のヤンキース戦での先発を発表すると、ルースは手首痛で退場。ところが25日に野手で欠員補充として緊急出場すると手首通を全く感じさせない本塁打を放ち、バローは仮病を確信。ルースとバローの確執は決定的となっしまった。

## 監督としての戦績
| 年度   | チーム | リーグ | 試合 | 勝利 | 敗戦 | 勝率 | 順位 | 備考   |
| ------ | ------ | ------ | ---- | ---- | ---- | ---- | ---- | ------ |
| 1903年 | DET    | AL     | 137  | 65   | 71   | .478 | 5位  |        |
| 1904年 | DET    | AL     | 84   | 32   | 46   | .410 | 7位  |        |
| 1918年 | BOS    | AL     | 126  | 75   | 51   | .595 | 1位  | WS優勝 |
| 1919年 | BOS    | AL     | 138  | 66   | 71   | .482 | 6位  |        |
| 1920年 | BOS    | AL     | 154  | 72   | 81   | .471 | 5位  |        |
| 通算   | 通算   | 通算   | 639  | 310  | 320  | .492 |      |        |